# Xere
Xere is een dorp in het district Central in Botswana. De plaats telt 343 inwoners (2011).